# カルセオラリア
カルセオラリア（Calceolaria）はチリ、メキシコ、ペルー、ニュージーランドなどを原産とするキンチャクソウ科の多年草または低木で、200種ほどあり、花を観賞するために栽培される。
キンチャクソウ（巾着草）ともいい、これは花弁の下側が袋状になっているのを巾着に例えたもの。カルセオラリアという名前はラテン語で小さな靴（スリッパ）を意味する「カルセオルス」という言葉に由来する。
特に雑種起源のC. X herbeohybrida がよく栽培される。花色は赤、黄色など。日本では普通、秋蒔き一年草として扱い、春に開花する。このほかにもいろいろな雑種が栽培されている。
カルセオラリア属はゴマノハグサ科の他のグループと系統が大きく異なるとされ、新しいAPG植物分類体系では他の2属とともにキンチャクソウ科（Calceolariaceae）とされている。

## 栽培
日当たりがよく、温暖で乾燥した気候を好む。寒さや高温多湿に弱いものが多く、通常は温室栽培になる。秋まき一年草として扱われるが、多湿に注意すれば、多年草として数年間育てることが可能。
発芽適温は20℃ぐらいで、通常は秋に種蒔きを行う。種は細かく、好光性なので、覆土はしないで底面から水を吸水させる。本葉4～6枚でポットに仮植して育てる。育苗中はできるだけ日によく当て、風雨や寒さに注意して育てる。高温にも弱く、最低温度が20℃以上では花芽ができない。